# 그리스
그리스 공화국(그리스어: Ελληνική Δημοκρατία 엘리니키 디모크라티아[*]), 약칭 그리스(그리스어: Ελλάδα 엘라다[*])는 남유럽의 발칸 반도 남쪽 끝에 있는 국가이다.
수도 아테네는 그리스 전역에서 가장 큰 도시에 속한다. 2018년의 통계에 따르면, 대략 1070만여명이 그리스에 산다. 그리스 공화국의 주요 도시로는 테살로니키, 파트라, 이라클리오, 라리사, 볼로스, 요안니나, 카발라, 로도스, 세레스, 코린트 등의 각 지역 도시들이 있다.
남유럽의 발칸 반도 등을 바탕으로써, 유럽, 북아프리카, 아시아의 교차점에 있는 나라로, 알바니아와는 북서 국경을, 북마케도니아, 불가리아와는 북쪽 국경을 맞대고 있으며, 동남쪽으로까지는 튀르키예와도 접한다. 그리스 본토 동쪽에는 에게해, 서쪽에는 이오니아해가 있으며, 남쪽에는 크레타만과 지중해가 흐른다. 동쪽과 남쪽에는 1,400여 개에 달하는 섬과 바위가 흩어져 있다. 대표적으로 크레타섬, 로도스섬, 산토리니섬이 있는 키클라데스 제도 등이 있다. 해안선 길이는 13,676 km (8,498 mi)로 지중해 지역에서는 가장 길고, 세계에서 11번째로 길다. 그리스는 냉전시기 공산주의 국가와 인접하였고, 이른바 가상 적국이던 튀르키예의 영향으로 말미암아, 발칸반도에서부터 강력한 군사력을 보유한 편으로, 그리스군은 유럽에서도 제법이나 강한 군사력을 유지하고 있다.
제2차 세계 대전 이후부터 1973년 그리스 군사 정권이 무너지기 전까지는 연평균 7% 고속 성장을 이루어 그리스의 경제 기적으로 불린다. 그 뒤 성장세는 꺾였으나 경제 성장률은 남유럽에서 높은 편에 속했으며, 1인당 국민총생산도 1949년에는 프랑스의 40%이 되었으나 2008년에는 98%에 달할 정도로 성장하였다. 하지만 실제 국민 소득은 크게 진보한 점 없어 현재 최저 임금은 시간당 3.5유로로 프랑스의 8.9유로 절반 이하이고, 평균 소득도 절반을 조금 상회하는 수준이다. 1인당 GDP는 17,000달러 수준이다.
현대 그리스는 고대 그리스 문명에 뿌리를 두고 있으며, 동로마 제국 시대 그리스인 후손이다. 근대까지는 그리스인 대신 로마인이라는 명칭을 주로 사용하였으며 현재에도 그리스에서 로마인들이라 함은 자기 자신들을 가리킨다. 민주주의와 서양 철학, 올림픽, 서양 문학, 역사학, 정치학, 수많은 과학적ㆍ수학적 원리, 희극이나 비극 같은 서양 희곡 등 서양 문명의 발상지로 변함없이 칭송되어 오고 있다.

## 명칭
'그리스'라는 국호는 세계 국가와 문화마다 칭하는 이름이 서로 다르다. 한국어와 영어, 스페인어를 비롯한 대부분 언어는 라틴어로 그리스 땅을 뜻하는 '그라이키아'(Graecia)에서 유래한 그리스(Greece), 그레시아(Grecia) 등으로 부르지만, 튀르키예어, 아랍어, 페르시아어 등 서아시아 계열 언어에서는 고대 페르시아어로 그리스를 일컫던 단어인 이오니아(페르시아어: ایونیا)에서 따온 유나니스탄(튀르키예어: Yunanistan), 알류난(아랍어: اليونان) 등으로 칭한다. 음차 표기로는 희랍(希臘)이라고 일컫는다.

## 역사

### 선사시대와 에게 문명

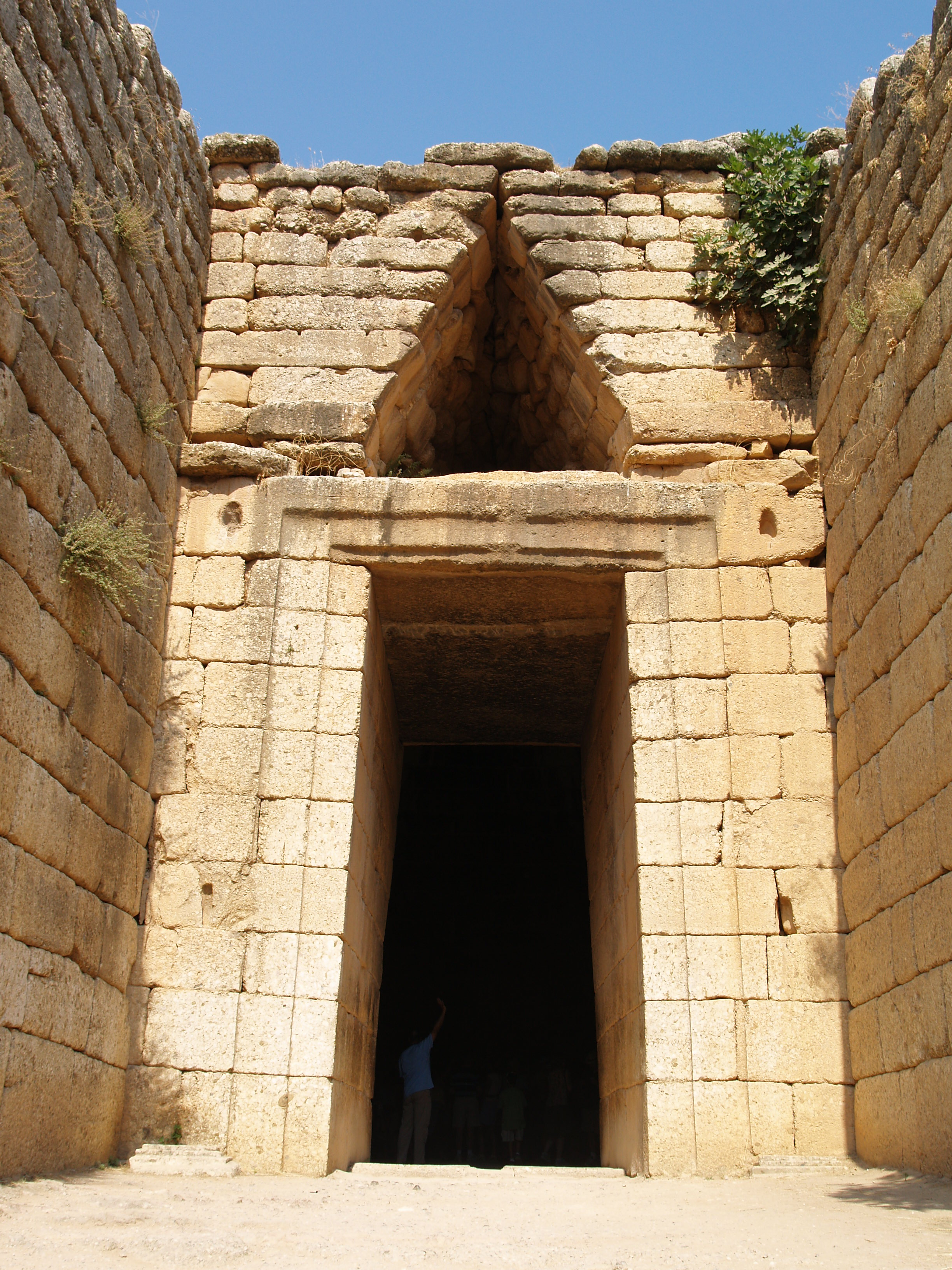
미케네에 있는 기원전 13세기경 세워진 아트레우스의 보고.

마니반도의 아피디마 동굴에서는 약 20만년 전의 유골이 발견되었는데, 이는 아프리카 밖에서 발견된것 중 가장 오래된 초기 현대 인류(EMH) 유골 중 하나다. 그러나 일부 학자들은 이 유골이 구인류를 대표한다고 주장하기도 한다. 그리스에서는 석기 시대의 세 시기가 모두 나타나는데, 프랑크티 동굴이 그 예이다. 기원전 7천년경에 형성된 그리스의 신석기 시대 정착지는 유럽에서 가장 오래된 것인데, 그리스가 농업이 근동에서 유럽으로 전파되는 경로에 위치해 있기 때문인 것으로 여겨진다.
그리스는 유럽 최초의 고급 문명이 발달한 곳이자 서양 문명의 발상지로 여겨지며, 에게해의 섬들에서 기원전 3200년경에 시작된 키클라데스 문명, 크레타에서 번성한 미노스 문명(기원전 2700-1500년경), 그리고 본토의 미케네 문명(기원전 1600-1100년경)으로 이어진다. 이들 문명은 문자를 사용하였으며, 미노스 문명은 아직 해독되지 않은 선형문자 A를 사용했고, 미케네 문명은 선형문자 B로 그리스어의 가장 초기 형태를 기록하였다. 히타이트 및 이집트의 기록은 동시기 그리스 본토를 중심으로 한 "위대한 왕"이 지배하는 단일 국가의 존재를 시사한다.

### 고대 그리스
도리스인들에 의해 미케네 문명이 붕괴된 이후 일정 기간 동안 문헌 기록이 전혀 발견되지 않는 시대가 있는데, 이를 그리스 암흑기라 한다. 암흑기의 끝은 전통적으로 첫 번째 올림픽 경기가 열린 해인 기원전 776년으로 여겨진다. 서양 문학의 기초가 된 《일리아드》와 《오디세이아》 역시 호메로스에 의해 기원전 7세기 또는 8세기에 창작된 것으로 추정된다. 시문학은 올림포스 신들에 대한 믿음을 형성했지만, 고대 그리스 종교에는 사제 계급이나 체계적인 교리가 없었고, 디오니소스 숭배와 같은 대중적 숭배, 신비주의 및 마술 등의 형태로 숭배되었다. 이 시기에 그리스 반도 전역에 걸쳐 왕국과 폴리스들이 등장했는데, 도리스인들은 미케네인들보다 지배적인 성격이 강한 스파르타 등 일종의 귀족적인 폴리스들을 건설했다. 그러나 아테네처럼 과거의 미케네 문명을 간직한 폴리스들도 있었다. 이들은 흑해 연안, 남이탈리아의 마그나 그라이키아, 소아시아까지 확산되었다. 이러한 폴리스들은 건축, 드라마, 과학, 수학, 철학 등에서 표현된 고전 그리스의 전례 없는 문화적 번영을 이루었다. 기원전 508년, 클레이스테네스는 아테네에서 세계 최초의 민주주의 정부 체제를 도입했다.

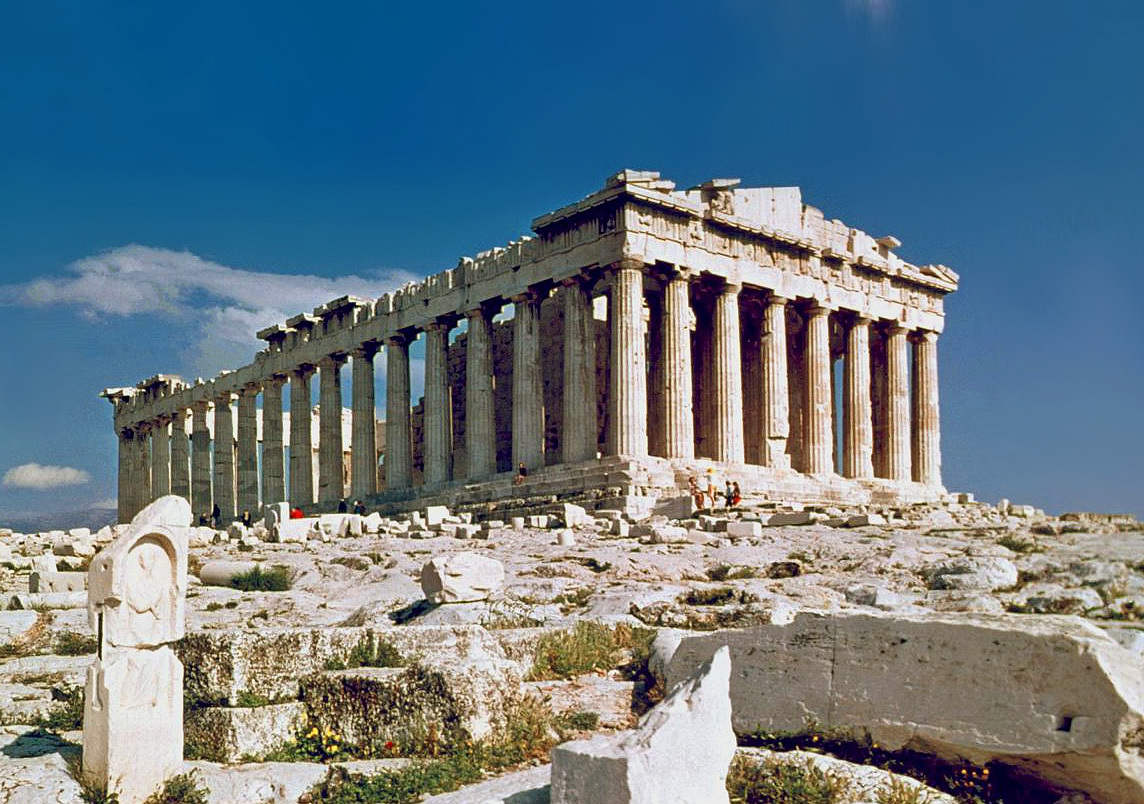
아크로폴리스에 있는 파르테논 신전은 고대 그리스의 대표적인 건축물이다.

기원전 500년경, 페르시아 제국은 소아시아와 마케도니아에 있는 그리스 폴리스들을 지배하고 있었다. 소아시아의 그리스 폴리스들이 페르시아의 지배를 전복하려는 시도도 몇 차례 있었으나 모두 실패로 끝났으며, 페르시아는 기원전 492년에 그리스 본토의 폴리스들을 침공했으나, 기원전 490년 마라톤 전투에서 패배한 후 철수해야만 했다. 이에 대응하여, 그리스 폴리스들은 기원전 481년에 스파르타를 중심으로 동맹을 결성했는데, 이는 트로이 전쟁의 신화적 동맹 이후 최초로 기록된 그리스 국가들의 연합이었다. 그리스에 대한 페르시아의 두 번째 침공은 기원전 480-479년에 벌어졌는데 페르시아가 살라미스와 플라타이아이 전투에서 결정적으로 패배하여, 페르시아가 유럽의 모든 영토에서 철수하는 계기가 되었다. 그리스-페르시아 전쟁에서 그리스가 승리한 것 이후 50년간의 평화는 아테네의 황금기로 알려져 있으며, 이 시기는 서양 문명의 많은 기초를 놓은 중요한 시기였다.
그러나 그리스 폴리스들은 정치적으로 통일되지 않았고, 폴리스간에 빈번한 갈등을 초래하였다. 전쟁 승리의 주역인 아테네는 델로스 동맹의 맹주로써 번영을 누렸다. 이를 마땅치 않게 여겼던 스파르타는 역시 펠로폰네소스 동맹들을 맺은 뒤 아테네와 대립했다. 가장 대표적인 내전은 펠로폰네소스 전쟁(기원전 431-404년)으로, 이 전쟁은 델로스 동맹의 몰락과 스파르타, 그리고 이후 테베의 패권을 가져왔다. 기원전 4세기 동안 지속된 끊임없는 전쟁으로 인해 그리스 도시 국가들은 점차 약화되었고, 결국 마케도니아의 왕 필리포스 2세에 의해 코린토스 동맹으로 흡수되었다.
기원전 336년 필리포스 2세가 암살된 후, 그의 아들이자 마케도니아의 왕인 알렉산드로스는 페르시아 제국을 상대로 하는 범그리스 원정을 이끌어 결국 페르시아 제국을 정복했다. 전투에서 단 한 번도 패하지 않은 그는 기원전 323년 갑작스러운 죽음을 맞이할 때까지 인더스강까지 진군하였다. 알렉산드로스의 제국은 그의 사후 분열되었고, 이로써 헬레니즘 시대가 시작되었다. 알렉산드로스의 뒤를 이은 장군들과 그들의 후계자들은 치열한 내부 갈등 끝에 이집트의 프톨레마이오스 왕조와 시리아, 메소포타미아, 이란의 셀레우코스 제국 등 자기들이 정복한 지역에 왕국을 세웠다. 이러한 왕국들에 새롭게 설립된 폴리스, 예를 들어 알렉산드리아와 안티오키아 등지에 정착한 그리스인들은 통치 소수 집단의 일원으로서 그리스 문화와 함께 '코이네 그리스어'로 알려진 그리스어 방언을 전파하였다. 이와 동시에 그리스인들은 동방의 종교를 수용하여 헬레니즘 종교를 만들었다. 헬레니즘 시대 동안 그리스의 과학, 기술, 수학은 정점에 도달하였다. 마케도니아의 안티고노스 왕조로부터 자치와 독립을 유지하려는 열망으로 많은 그리스 폴리스는 코이나 또는 심폴리테이아이, 즉 연합을 결성하였다. 한편 동방과의 경제적 관계가 확립된 후에는 부유한 이들이 생활에 큰 영향을 주는 에우에르게테스주의가 자리잡았다.

### 로마 제국
기원전 200년경부터 로마 공화국은 그리스의 내정에 점점 더 개입하게 되었고, 마케도니아와 일련의 전쟁을 벌였다. 결국 기원전 168년 피드나 전투에서 마케도니아가 패배하면서 안티고노스 왕조의 권력은 종말을 맞이했다. 기원전 146년, 마케도니아는 로마의 속주로 병합되었고, 그리스의 나머지 지역은 로마의 보호국이 되었다.

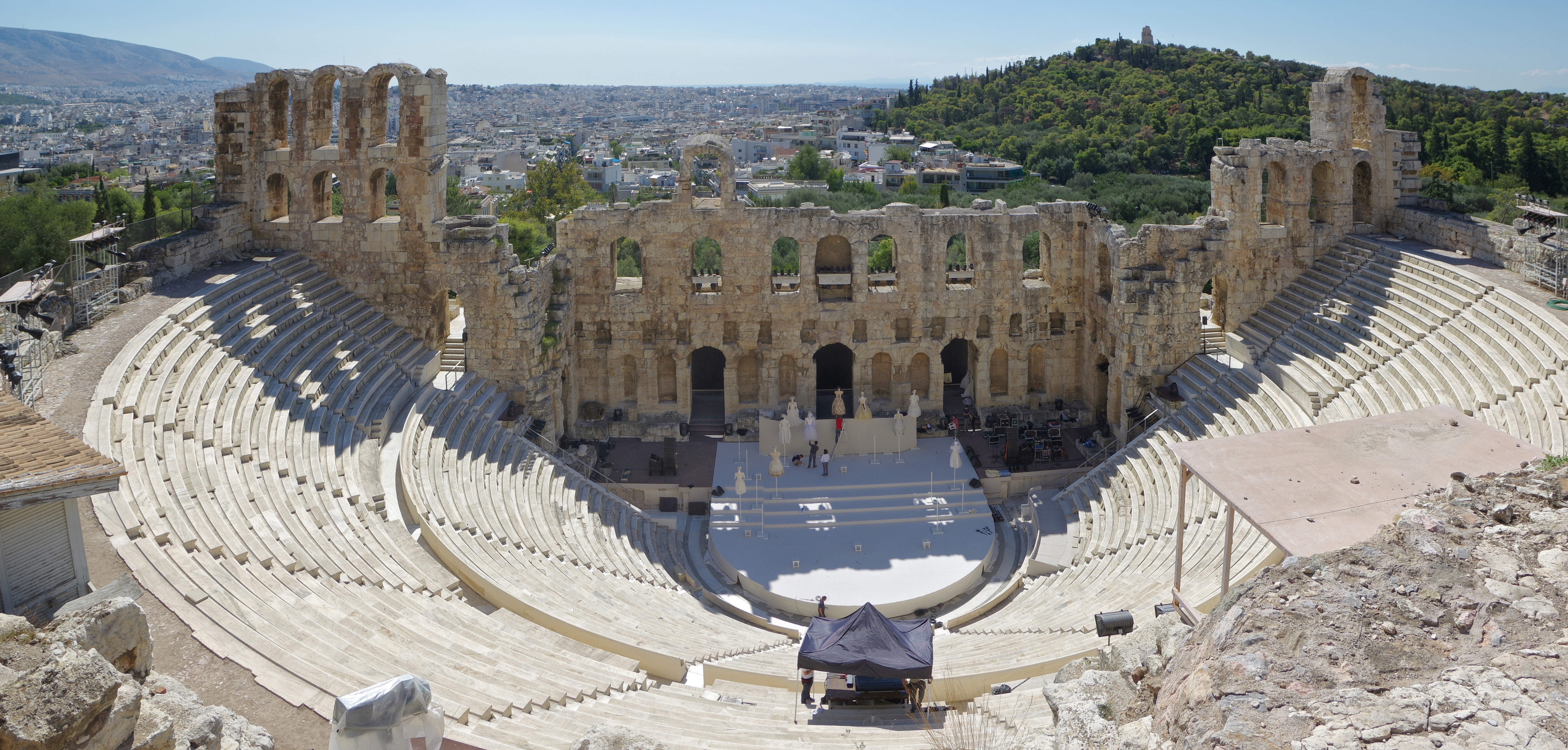
아테네에 161년에 세워진 헤로데스 아티쿠스 극장

이 과정은 기원전 27년, 아우구스투스 황제가 나머지 그리스 지역을 병합하여 아카이아라는 속주로 편입하면서 완료되었다. 로마인들은 비록 자신들의 국력이나 군사력이 더 우세했음에도 그리스 문화를 높이 여겨 그 영향을 강하게 받았다.
헬레니즘화된 동방의 그리스어 공동체는 2세기와 3세기에 기독교 확산에 중요한 역할을 했다. 초기 기독교 지도자들과 작가들은 그리스 출신이 아니었음에도 대부분 그리스어를 사용했다. 신약성경은 그리스어로 작성되었으며, 당대 그리스 지역의 교회들이 주요한 교회였음을 보여준다. 그럼에도 불구하고 그리스의 많은 지역은 여전히 이교를 고수했고, 고대 그리스 종교 관습은 4세기 후반까지도 성행했다. 이들은 391-392년 로마 황제 테오도시우스 1세에 의해 금지되었다. 마지막으로 기록된 올림픽 경기는 393년에 열렸으며, 그 후 한 세기 동안 많은 사원들이 파괴되거나 손상되었다. 529년, 유스티니아누스 황제에 의해 아테네의 신플라톤 학파 아카데미가 폐쇄된 것은 고대의 종말을 상징하는 사건으로 여겨지지만, 아카데미가 계속 유지되었다는 증거도 있다.

### 중세 그리스
서기 5세기 서로마 제국의 몰락 이후 동로마 제국이 패권을 잡았다. 수도는 콘스탄티노폴리스에 있었고, 그 언어와 문화는 그리스적이었으며, 종교는 주로 동방정교였다.
제국의 발칸 지역, 특히 그리스는 게르만족의 침략으로 인해 큰 피해를 입었다. 4세기와 5세기에 고트족과 훈족의 습격, 7세기에는 슬라브족의 침입으로 인해 그리스 반도에서 동로마 제국의 권위가 붕괴되었다. 제국 정부는 섬들과 해안 지역, 특히 아테네, 코린토스, 테살로니키와 같은 인구가 밀집된 성곽 도시들만을 통제할 수 있었다. 그러나 현대에는 그리스가 쇠퇴, 분열, 인구 감소를 겪었다는 견해를 낡은 것으로 보고, 4세기부터 6세기까지의 도시는 제도적 연속성과 번영을 보여준다 해석하는 것이 우세하다. 6세기 초, 그리스에는 약 80개의 도시가 있었고, 4세기에서 7세기 사이에 번영한 것으로 여겨진다.

1025년 바실리오스 2세 불가록토노스 사후의 동로마 제국.

8세기까지 거의 모든 현대 그리스 지역은 로마의 성좌의 관할 아래 있었다. 동로마 황제 레오 3세는 8세기에 콘스탄티노플 총대주교구의 경계를 서쪽과 북쪽으로 확장했다. 아랍-동로마 전쟁 동안 8세기에 시작된 잃어버린 속주들의 회복으로 대부분의 그리스 반도가 다시 제국의 통제하에 들어왔다. 이 과정은 시칠리아와 소아시아에서 그리스인들이 대거 유입되었고, 많은 슬라브족이 포로로 잡혀 소아시아로 재정착되면서 촉진되었다. 11세기와 12세기에 안정이 회복되면서 그리스 반도는 경제 성장을 누렸다. 그리스 정교회는 그리스 사상을 더 넓은 정교 세계에 전파하는 데 중요한 역할을 했다.

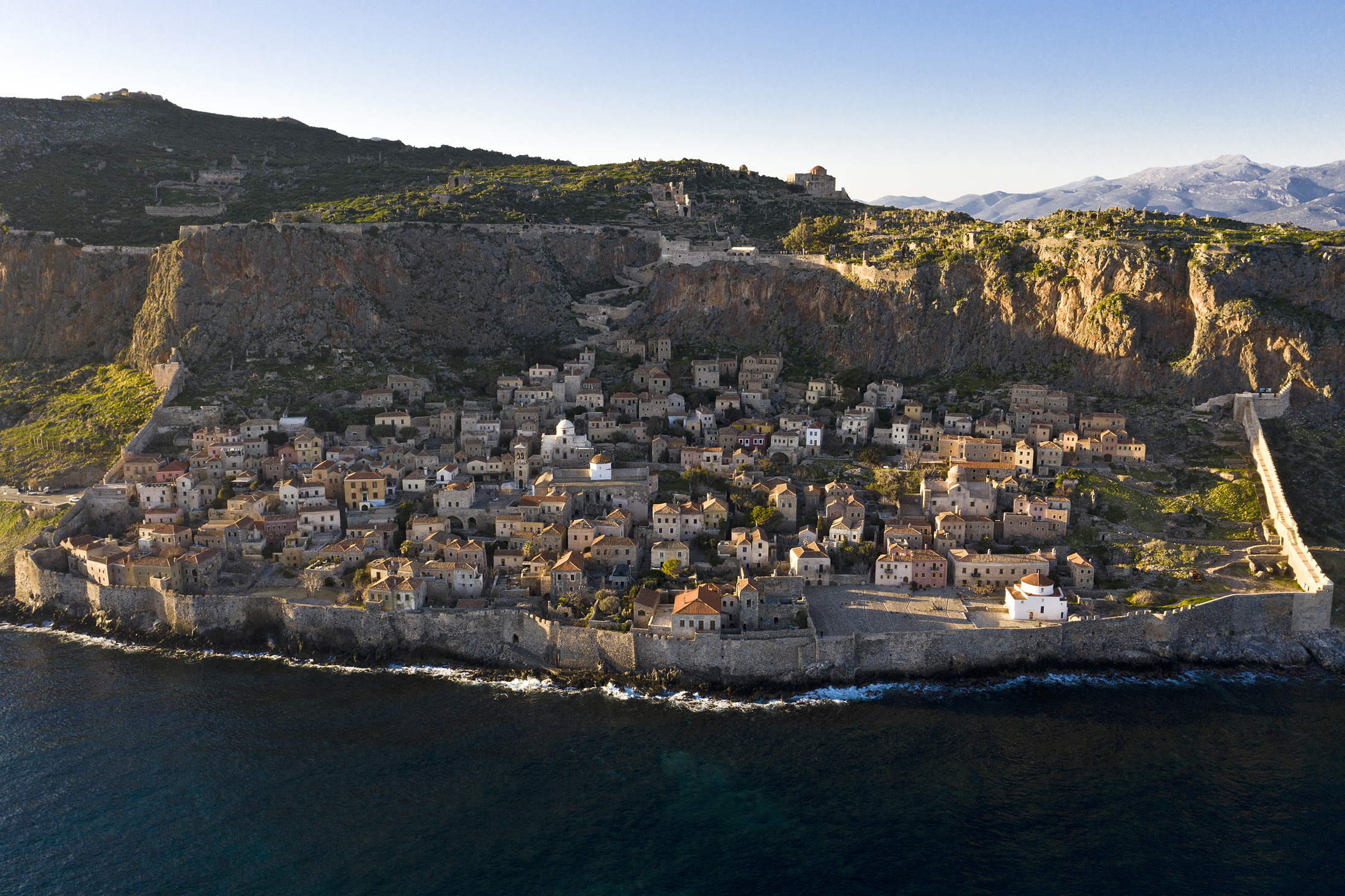
중세의 요새화된 도시 모넴바시아의 전경

1204년 제4차 십자군과 라틴 제국에 의한 콘스탄티노플의 함락 이후, 그리스 본토는 그리스의 이피로스 전제공국과 프랑스 왕국령(프랑크인의 지배)로 분열되었다.1261년 콘스탄티노플에 제국 수도가 재건되면서 그리스 반도의 대부분을 제국이 회복하였으나, 섬들은 제노바와 베네치아의 통제 하에 남아 있었다. 팔레올로고스 왕조(1261-1453) 시기에는 고대 그리스로의 회귀와 함께 새로운 그리스 민족주의 시대가 도래하였다.
14세기에 동로마 제국은 그리스 반도의 대부분을 세르브인들과 이후 오스만 제국에게 빼앗겼다. 1453년 오스만 제국이 콘스탄티노폴리스를 함락하여 로마 제국은 멸망했다. 오스만의 지배 직전에 그리스의 지식인들이 서유럽으로 이주하면서 고대 그리스의 지적 유산을 전해주면서 서유럽 르네상스에 중요한 역할을 했다. 오스만 제국의 지배 하에서 이슬람교 개종은 원칙적으로 자유였으며, 개종을 거부한 그리스도 교도들은 동로마 시대의 농민이나 봉건제하의 농노보다 조금 나은 생활을 감수해야 하였다. 그렇지만 오스만 제국의 밀레트 제도 덕분에 그리스 정교를 믿는 본토인들은 오스만 제국의 타지 사람과 섞이지 않고 결속을 유지하며 이후 현대 그리스의 정체성을 창출할 수 있었다. 1460년까지 그리스 본토의 오스만 정복이 완성되었다. 이후 독립할 때까지 그리스는 역사에서 개별국가로 존재하지 않았다.

### 근대 그리스

#### 근대 국가 형성
1821년부터 1829년까지 오스만 제국에 맞서 싸운 그리스 독립 전쟁의 결과, 런던 의정서에 의해 신생 그리스가 독립을 인정받았다. 1827년에 이오니아 제도의 그리스 귀족 요안니스 카포디스트리아스가 새 공화국의 통치자로 선출되었으나 그가 암살당하자, 강대국들은 1832년에 왕정을 세우고 바이에른 왕국의 오톤을 국왕으로 옹립하였다. 1843년에 입헌군주제를 요구하는 무장봉기가 일어나자 오톤은 헌법과 대의제 의회를 승인했으나, 영국 등 열강에 기댄 나약한 권위주의 통치자로서 결국 1862년 10월에 폐위되었다.

현대 그리스의 영토 확장. (노란색은 한때 점령했다가 상실한 지역)

1863년에 덴마크 왕국의 빌헬름 공이 요르요스 1세로 왕위에 올랐으며, 영국은 그의 즉위 선물로 1864년에 이오니아 제도를 그리스에 할양하였다. 1877년, 그리스의 경제 발전에 공헌한 그리스 정계의 거물 하릴라오스 트리쿠피스는 왕권을 억누르고 의회 과반의 지지를 획득한 사람이 총리가 되는 원칙(dedilomeni)을 확립하였다.
독립 당시의 그리스의 영토는 아테네 일대와 펠로폰네소스반도 등에 국한되었으나, 1881년에 그 북쪽의 테살리아 지방까지 확장되었다. 그리스는 1912년부터 1913년까지 치른 발칸 전쟁의 결과로 마케도니아와 이피로스, 크레타섬 등을 차지하였고, 제1차 세계대전에서 패전한 불가리아로부터 1919년에 서트라키아를 할양받아 현재의 국경을 거의 완성하였다. 이후 제2차 세계대전에서 패한 이탈리아로부터 1947년에 로도스섬 등 도데카니사 제도를 할양받았다.

#### 두 차례의 세계 대전 전후
제1차 세계 대전을 앞두고, 외교 정책을 놓고 국왕 콘스탄티노스 1세와 카리스마적인 총리 엘레프테리오스 베니젤로스 사이의 갈등으로 그리스 정계는 양분되었다. 제1차 세계 대전 직후에 그리스는 무스타파 케말의 튀르키예 민족주의자들과 전쟁을 벌였고, 로잔 조약에 의한 두 나라 사이의 인구 교환으로 약 150만 명의 그리스 피난민이 소아시아에서 그리스로 밀려들어 왔다. 한편, 약 50만 명의 무슬림이 그리스에서 추방당했다.
1923년부터 12년간 공화제가 실시되었다. 1940년 10월 28일, 파시스트 이탈리아가 그리스에 항복을 요구했으나 그리스의 독재자 요안니스 메탁사스가 거부하여 그리스-이탈리아 전쟁이 발발했다. 그리스는 이탈리아군을 알바니아로 몰아내어 추축국에 대한 첫 지상전 승리를 연합국에게 안겨주었다. 그러나, 이 전쟁 직후 이탈리아와 연합한 나치 독일이 재침공하여 1941년 4월 말에 그리스 영토의 거의 대부분이 독일군에게 점령되었다. 독일 점령군에 대한 그리스 저항군의 저항은 제2차 세계대전이 끝날 때까지 계속되었다.

#### 2차 세계 대전 이후
제2차 세계대전 종전 2년 후인 1947년 그리스 북부에서 왕정에 반대하는 공산주의 게릴라의 반란이 일어났으나, 2년 만에 진압되었다. 그리스는 마셜 계획으로 전후 복구를 이루고 냉전이 종식된 1990년대 초까지 좌파 세력이 전반적인 열세에 있었음에도, 30여 년간 군부세력의 쿠데타 등 정정 불안과 전쟁, 그로 인한 경제적 어려움, 좌우파 간 심각한 사회 갈등을 겪었다.
1963년부터 파리로 망명했던 콘스탄티노스 카라만리스 전 총리가 돌아온 것이 메타폴리테프시의 시작이었다. 1967년 4월 21일, 선거를 통해 합법적으로 등장한 사회주의 정권을 두려워한 우파 세력을 등에 업고 미국의 지원을 받은 요르요스 파파도풀로스 장군이 쿠데타를 일으켰으며, 1973년 스스로 대통령으로 취임하였다. 그러나 1973년 아테네 종합기술학교 시위로 정권은 타격을 입었다. 1974년 7월 20일 디미트리오스 요안니디스 장군이 역(逆)쿠데타를 일으켜 독재자가 되었지만 튀르키예가 키프로스섬을 침공하자 정권은 붕괴되었다.
1974년 8월 14일, 그리스군은 튀르키예의 북키프로스 점령에 항의하고자 북대서양 조약기구의 통합 군사 기지에서 철수했다.
1974년 그리스 국민 투표를 통해 왕정이 폐지되고 1975년에 민주적인 공화국 헌법이 발효되었다. 그리하여 마지막 국왕 콘스탄티노스 2세가 폐위되었다. 그러는 사이 안드레아스 파판드레우는 콘스탄티노스 카라만리스의 신민주주의당에 맞서 범그리스 사회주의 운동을 창당하여 이후 그리스의 양당 정치 구도를 이루었다.
그리스는 1980년에 다시 북대서양 조약기구에 가입했다. 1999년 여름에 그리스와 튀르키예 두 나라를 강타한 지진 이후로 지난 십여 년간 양국 관계도 상당히 호전되었다. 오늘날 그리스 정부는 튀르키예의 유럽 연합 가입 노력을 적극적으로 지원하고 있다.
그리스는 1981년 1월 1일 유럽 연합에 10번째로 가입했고, 그때부터 경제 발전을 이어가고 있다. 유럽 연합의 기금과 늘어나는 관광 수입, 해운업과 성장하는 서비스 부문 덕분에 기업과 인프라에 광범위한 투자가 이루어져 그리스의 생활 수준은 전례없이 높아졌다. 2001년 유로화가 도입되었고, 2004년 아테네 올림픽도 성공적으로 치렀다. 2008년에는 경찰의 총격으로 시민이 사망한 사건에 분노한 시민들에 의해 반정부 시위가 일어났다.

## 지리

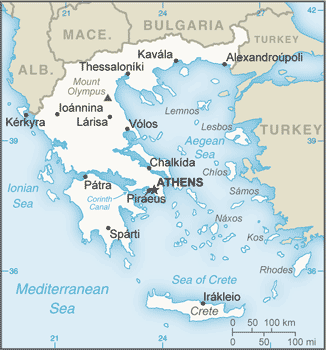
그리스의 지도

그리스는 발칸반도 남단에 있다. 그리스 본토 남쪽에는 펠로폰네소스반도가 있으며 그 사이 코린토스 지협으로 운하가 있다. 해안에는 에게해의 크레타, 에비아, 레스보스섬, 히오스섬, 도데카니사 제도, 키클라데스 제도, 스포라데스 제도가 있으며 이오니아해에도 섬이 많다. 그리스는 세계에서 열 번째로 해안선(14,880km)이 긴 나라다. 육지 국경선은 1,160km다.
그리스 4/5는 산지나 구릉이며 유럽에서 가장 산지가 많은 나라다. 유사 이래 그리스 문화의 중요한 장소였던 올림포스산에서 가장 높은 미티카스봉은 높이가 그리스에서 가장 높은 2,917m에 이른다. 한때 신들의 옥좌로 여겼던 이 산은 오늘날 등산가 사이 인기가 매우 높다. 서부 그리스 지역에는 호수와 습지가 많으며 핀도스산맥이 있다. 핀도스산맥은 발칸의 디나르알프스산맥의 연장으로, 가장 높은 스몰리카스봉은 높이가 2,637m이다. 비코스 아오스 협곡은 장대한 모습으로 스포츠 마니아에게 인기 있는 행락지다.

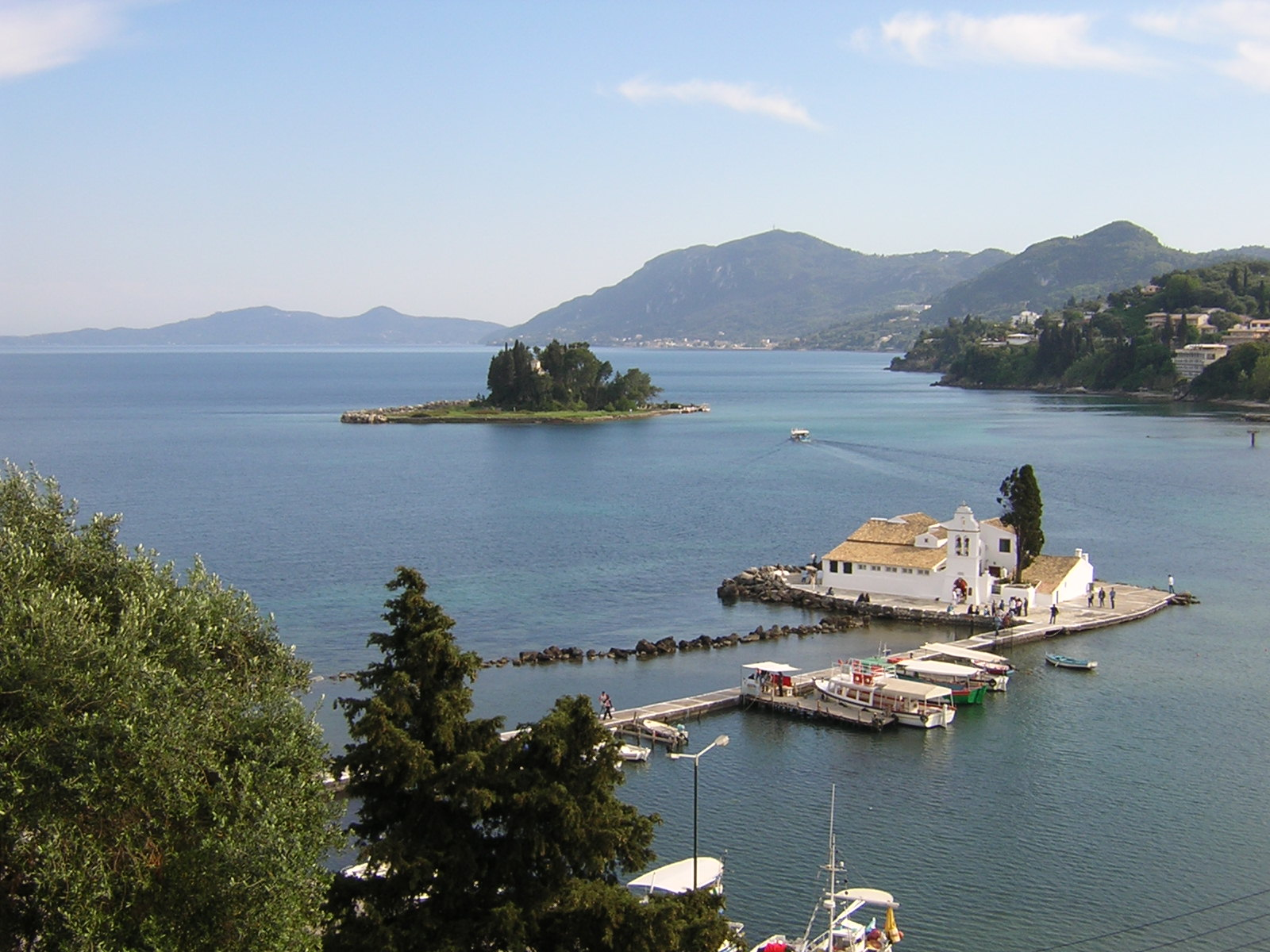
케르키라섬의 폰티코니시와 블라헤라이나 수도원.

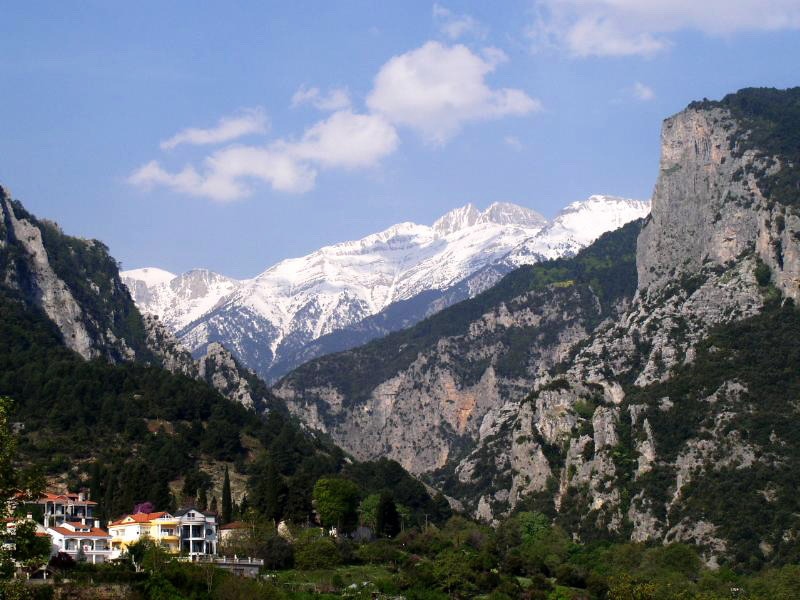
리토코로에서 본 올림포스 산의 모습.

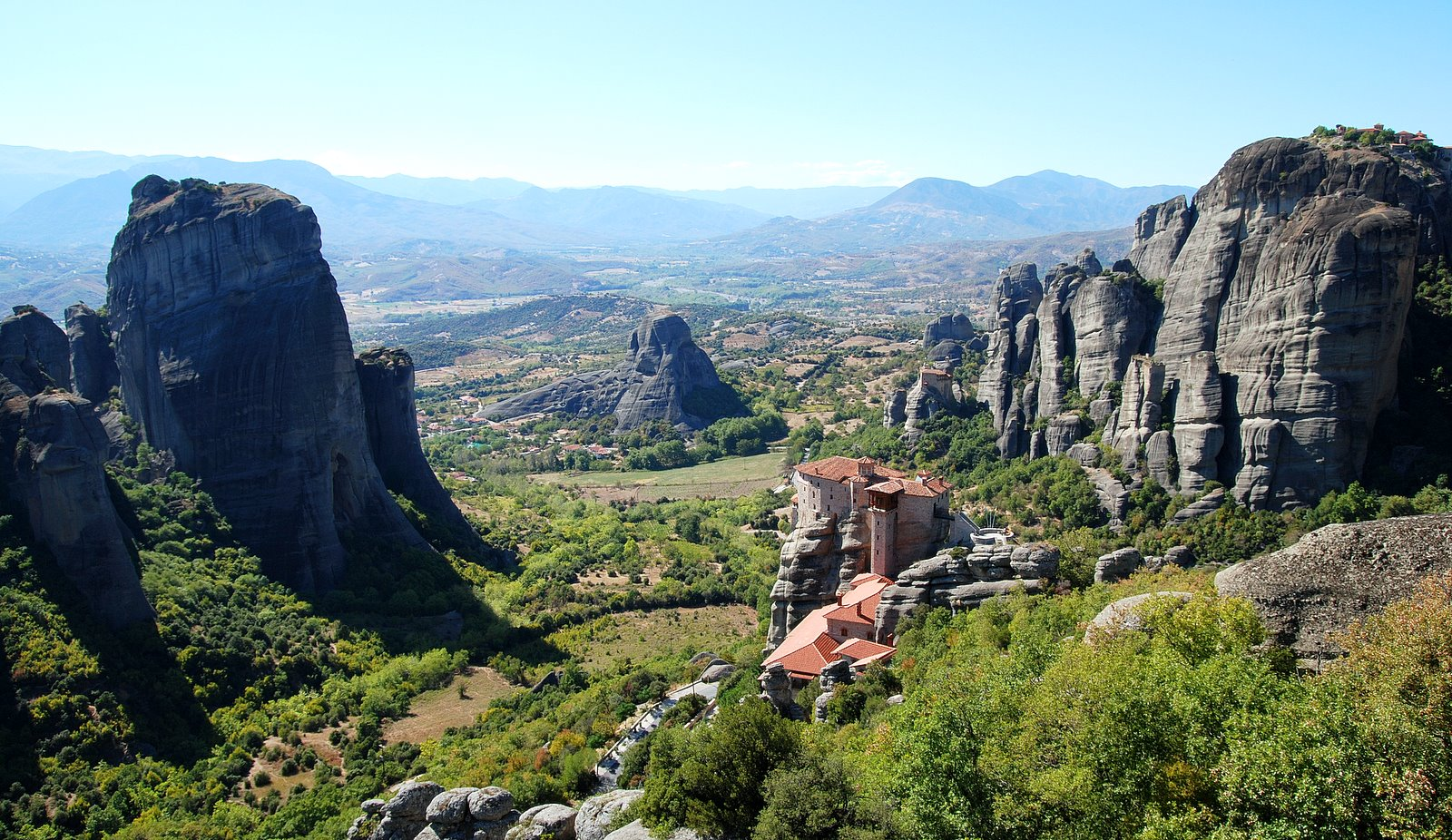
그리스 중부의 메테오라

산계는 중앙펠로폰네소스를 지나 에게해 남서쪽의 키티라섬과 안티키티라섬으로 이어져서 크레타섬에서 끝난다. 에게해 섬들은 과거 그리스 본토에 속했던 지금의 해저 산맥의 봉우리들이다. 핀도스산맥은 높고 가파른 봉우리로 유명하며, 협곡과 다양한 카르스트 지형을 보인다. 특히 정교 수도원이 많은 메테오라에는 높고 경사가 급한 바위 지형으로, 해마다 수많은 관광객에게 놀라운 경험을 제공한다.
대부분 그리스의 강은 얕고 계절에 따라 말라서 항해에 부적합하다. 가장 긴 강은 북부의 할리아몬강이다

그리스 북동부에도 동마케도니아 트라키주의 접경으로 로도피산맥이 있다. 이 지역에는 울창한 원시림이 있다. 유명한 다디아 숲은 그리스의 북동부 멀리 에브로스에 있다.
테살리아, 중앙마케도니아, 서트라키아에는 넓은 평야가 있다. 이곳은 그리스에서 얼마 안 되는 경작하기 좋은 농지일 뿐 아니라 중요한 경제 지역이다.

### 기후
그리스 기후는 세 가지가 있다. (지중해성, 고산, 온대) 핀도스산맥 때문에 그리스 서부 지역은 동부보다 평균적으로 더 침윤(浸潤)하다. 지중해성 기후 영향으로 겨울은 온난 다습하고, 여름은 고온 건조하다. 키클라데스, 도데카니사, 크리티, 펠로폰네소스 동부, 중부 그리스 일부 지역이 이에 해당한다. 그리스는 산지가 많고 겨울에 눈이 많이 내리지만, 해안 지역 기온은 극단으로 오르내리지 않는다. 도데카니사나 키클라데스제도에서 눈이 내리기도 한다.
그리스 북서부 지역(이피로스주, 중앙그리스, 테살리아, 서마케도니아주)은 고산 기온이 지배적이다. 핀도스 산맥이 지나는 아하이아, 아르카디아, 일부 라코니아 등 펠로폰네소스 중부 지역도 마찬가지 기후를 보인다. 마지막으로 온대 기후는 중앙마케도니아주, 동마케도니아 트라키주에 영향을 주는데, 겨울에 춥고 다습하며 여름에 덥고 건조하다. 아테네는 지중해성 기후와 온대 기후 사이다. 이 도시 북부 교외 지역은 온대 기후를 보이지만, 시가지나 남쪽 교외 지역은 지중해성 기후다. 아테네 낮은 찌는 듯이 덥지만, 저녁은 시원해서 야외생활과 야간생활이 발달했다.

### 행정 구역
수도는 아테네이다. 주요 도시로는 테살로니키, 라리사, 파로스, 요안니나, 이라클리오 등이다. 행정 구역상 그리스에는 13개의 주가 있으며, 총 51개의 현으로 나뉜다. 또 중앙마케도니아주와 접한 아토스산은 자치 구역인 아토스산 수도원 공화국을 형성한다.
| 지도 | 번호                  | 주         | 주도       | 면적      | 인구 |
| ---- | --------------------- | ---------- | ---------- | --------- | ---- |
|      |                       |            |            |           |      |
| 1    | 아티키주              | 아테네     | 3,808 km2  | 3,761,810 |      |
| 2    | 중앙그리스주          | 라미아     | 15,549 km2 | 605,329   |      |
| 3    | 중앙마케도니아주      | 테살로니키 | 18,811 km2 | 1,871,952 |      |
| 4    | 크레타                | 이라클리오 | 8,259 km2  | 601,131   |      |
| 5    | 동마케도니아 트라키주 | 코모티니   | 14,157 km2 | 611,067   |      |
| 6    | 이피로스주            | 요안니나   | 9,203 km2  | 353,820   |      |
| 7    | 이오니아 제도주       | 케르키라   | 2,307 km2  | 212,984   |      |
| 8    | 북에게주              | 미틸리니   | 3,836 km2  | 206,121   |      |
| 9    | 펠로폰네소스주        | 칼라마타   | 15,490 km2 | 638,942   |      |
| 10   | 남에게주              | 에르무폴리 | 5,286 km2  | 302,686   |      |
| 11   | 테살리아              | 라리사     | 14.037 km2 | 753,888   |      |
| 12   | 서그리스주            | 파트라     | 11,350 km2 | 740,506   |      |
| 13   | 서마케도니아주        | 코자니     | 9,451 km2  | 301,522   |      |
| -    | 아토스산 (자치 구역)  | 카리에스   | 390 km2    | 2,262     |      |

### 교통
1980년 이래 그리스의 도로망과 철도망은 매우 현대화되었다. 중요한 사업 중에는 에그나티아 고속도로(Εγνατία Οδός,)가 있는데 이 도로는 북서부 그리스의 이구메니차항에서 그리스-튀르키예 국경이 있는 키피를 잇고 있다. 리오-안티리오 다리(유럽에서 가장 긴 사장교. 2,250m)는 펠로폰네소스 서부의 리오(파트라에서 7 km)와 그리스 중부 본토의 안티리오을 연결한다. 그리고 파트라-아테네간 국도를 2014년까지 펠로폰네소스 서부 피르고스까지 연장하는 계획이 있다. 그리스에서 테살로니키로 가는 고속도로는 이미 완성되었다.
수도 아테네의 도시 구역에는 2001년 새 국제 공항이 들어섰고, 같은 해 민간이 운영하는 교외 국도인 아티키 도로도 개설되었으며, 2000년부터 지하철망이 확대되었다.
그리스 대부분의 섬과 그리스의 주요 도시는 항공편으로 연결되며, 올림픽 항공과 에게 항공 두 주요 항공사가 있다. 해운 분야에서는 수중익선이나 쌍동선(catamaran) 등 현대적인 고속 선박이 발달했다. 철도의 역할은 다른 유럽 국가에 비해 부족한 편인데, 그러나 아테네 주변 새로운 교외 지역 연결이나 아테네-테살로니키간 철도망은 계속 확대되고 있으며, 2,500km의 철도망 중 많은 곳에서 복선화가 이루어지고 있다. 국가간 철도는 그리스 도시와 발칸, 튀르키예를 이어준다.

## 정치

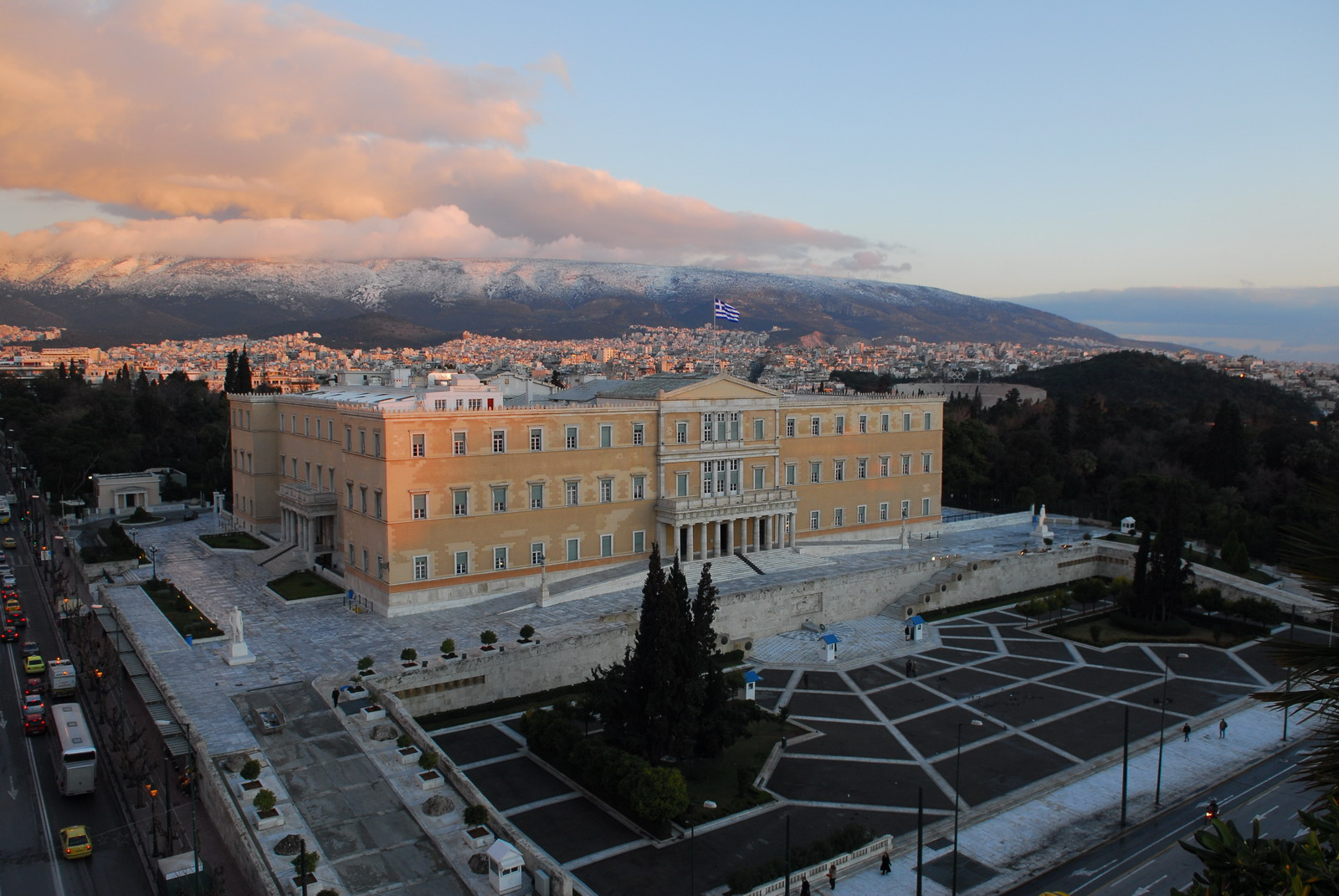
아테네의 그리스 의회

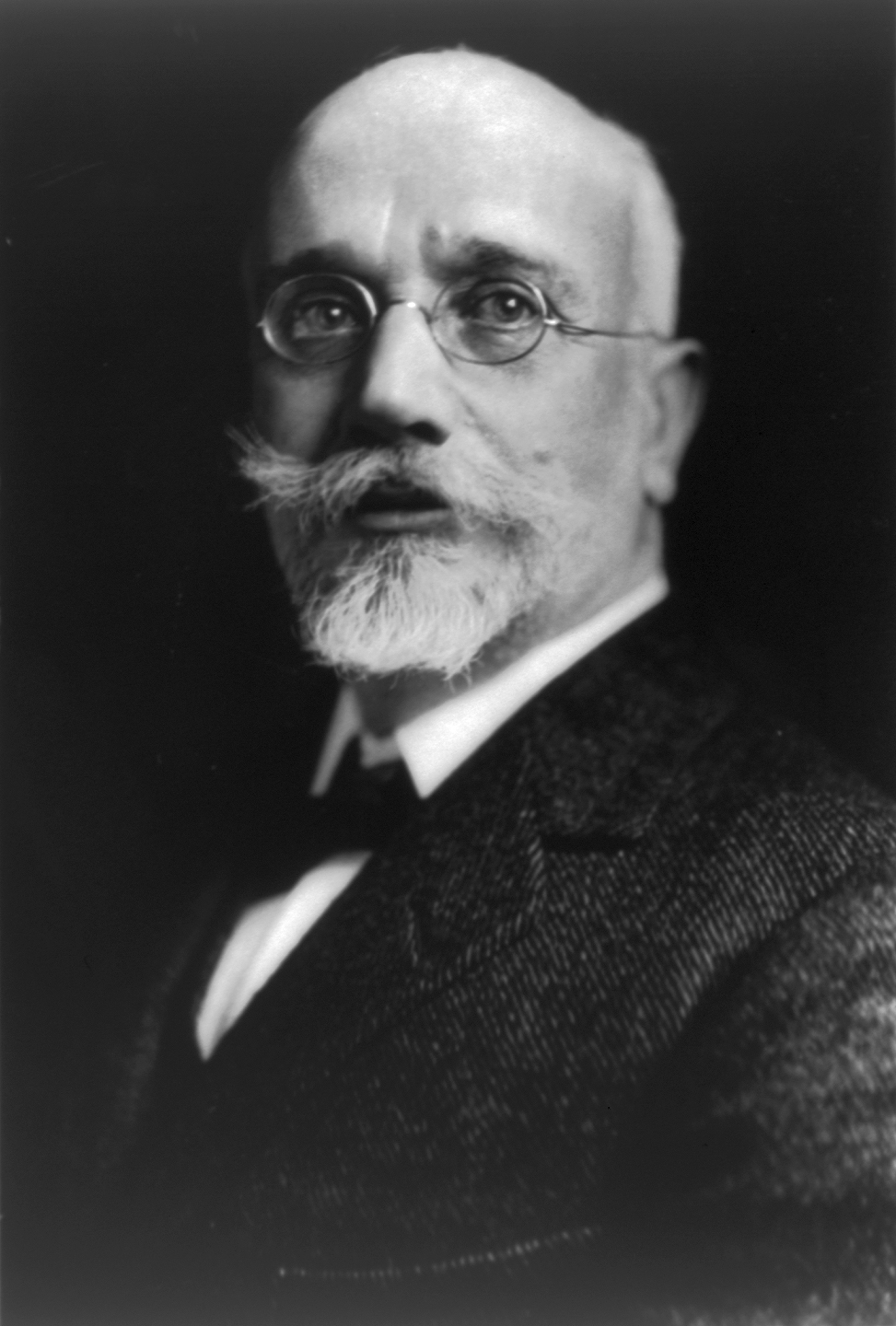
엘레프테리오스 베니젤로스 (1864년–1936년).
근대 그리스의 위대한 정치가.

그리스는 대통령제를 채택한 공화국이다. 대통령은 5년 임기로 의회에서 선출된다. 현행 헌법은 제5차 그리스 개헌 의회에서 채택한 것으로, 7년간의 군부 독재(1967-1974)가 무너지고 1975년에 발효되었다. 그 후 1986년과 2001년에 두 번 개정된 바 있다. 120개의 조항으로 된 헌법은 삼권 분립, 시민 자유와 사회권의 광범위한 보장(2001년에 더욱 강화되었다.)을 담고 있다.
입법권은 300명으로 구성된 단원제 의회에서 행사한다. 의회에서 통과한 법령은 대통령이 반포한다. 의회 선거는 4년마다 실시되나, 특별히 중요한 국가적인 문제 때문에 내각의 제안이 있으면 대통령이 의회를 해산하게 되어 있다. 야당이 불신임 결의를 통과하려 할 때 대통령은 그 전에 의회 해산을 명할 수 있다. 여성 투표권은 1952년 헌법 개정때 보장되었다.
사법권은 행정부와 입법부에서 독립되어 세 개의 최고 법원이 있다. 사법부는 3심제도로서 대법원, 고등법원, 하급법원으로 구성되며, 행정부의 위헌 여부 및 행정권 남용을 최종적으로 심판하는 특별재판소가 따로 있다.

### 정당
군부 독재가 종식된 민정 이양 이후 그리스 정치는 자유주의 보수정당 신민주주의당(ND)과 사회민주주의 정당 범그리스 사회주의 운동(PASOK)이 양당제를 이루고 있었다. 경제 위기 이후 PASOK은 선거에 참패하면서 몰락했고 좌익대중주의 성향의 급진 좌파 연합(SYRIZA)가 그 자리를 대신했다. 다른 정당으로는 그리스 공산당(KKE), 대중 정교회 연대(LAOS), 황금새벽당(XA) 등이 있다. 현재는 키리아코스 미초타키스가 그리스의 총리로 선출되면서 신민주주의당(ND)가 여당이 되면서 의회에서 최대 정당으로 변했다.

### 대외 관계

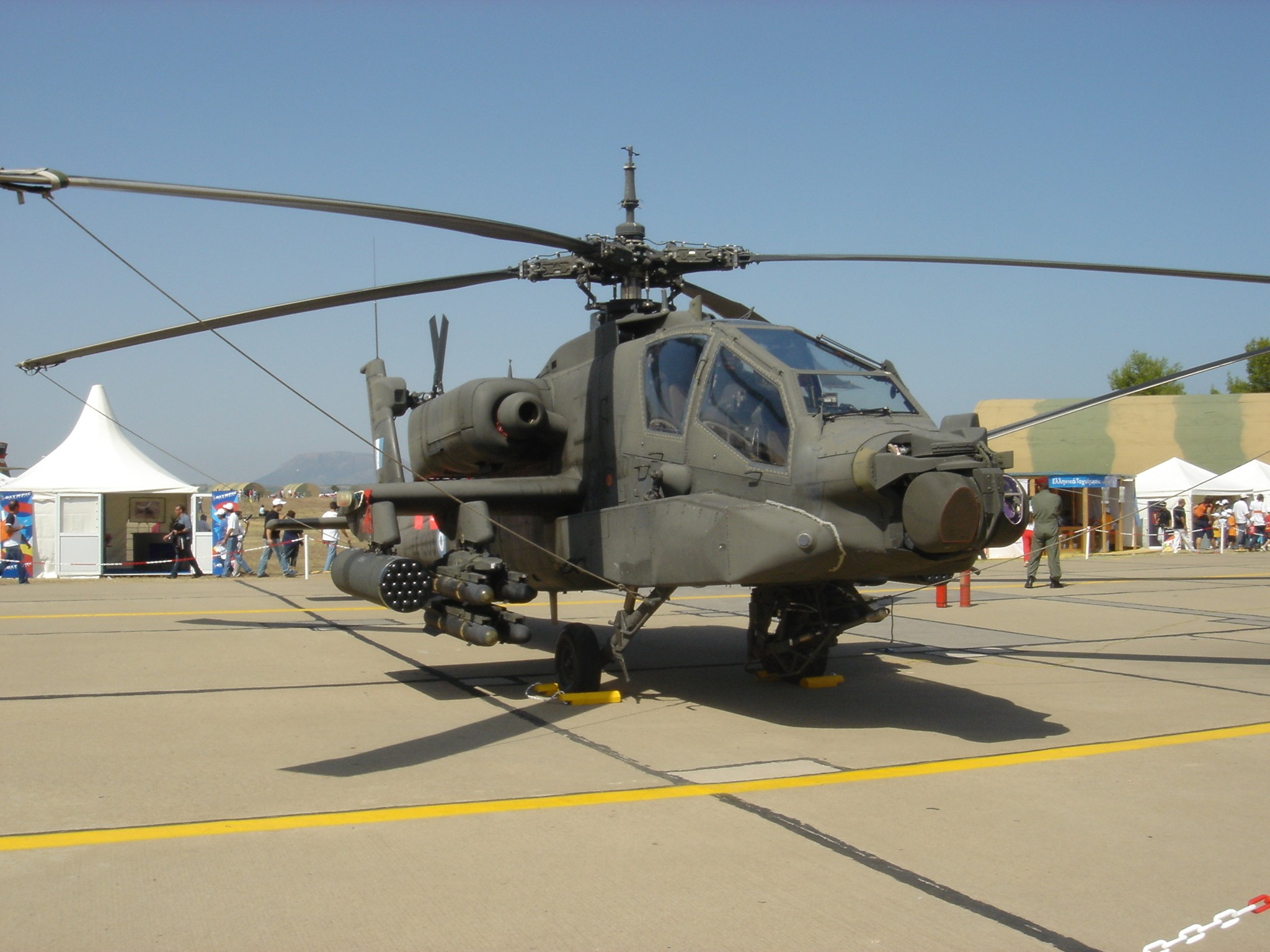
그리스 공군의 AH-64A+ Apache

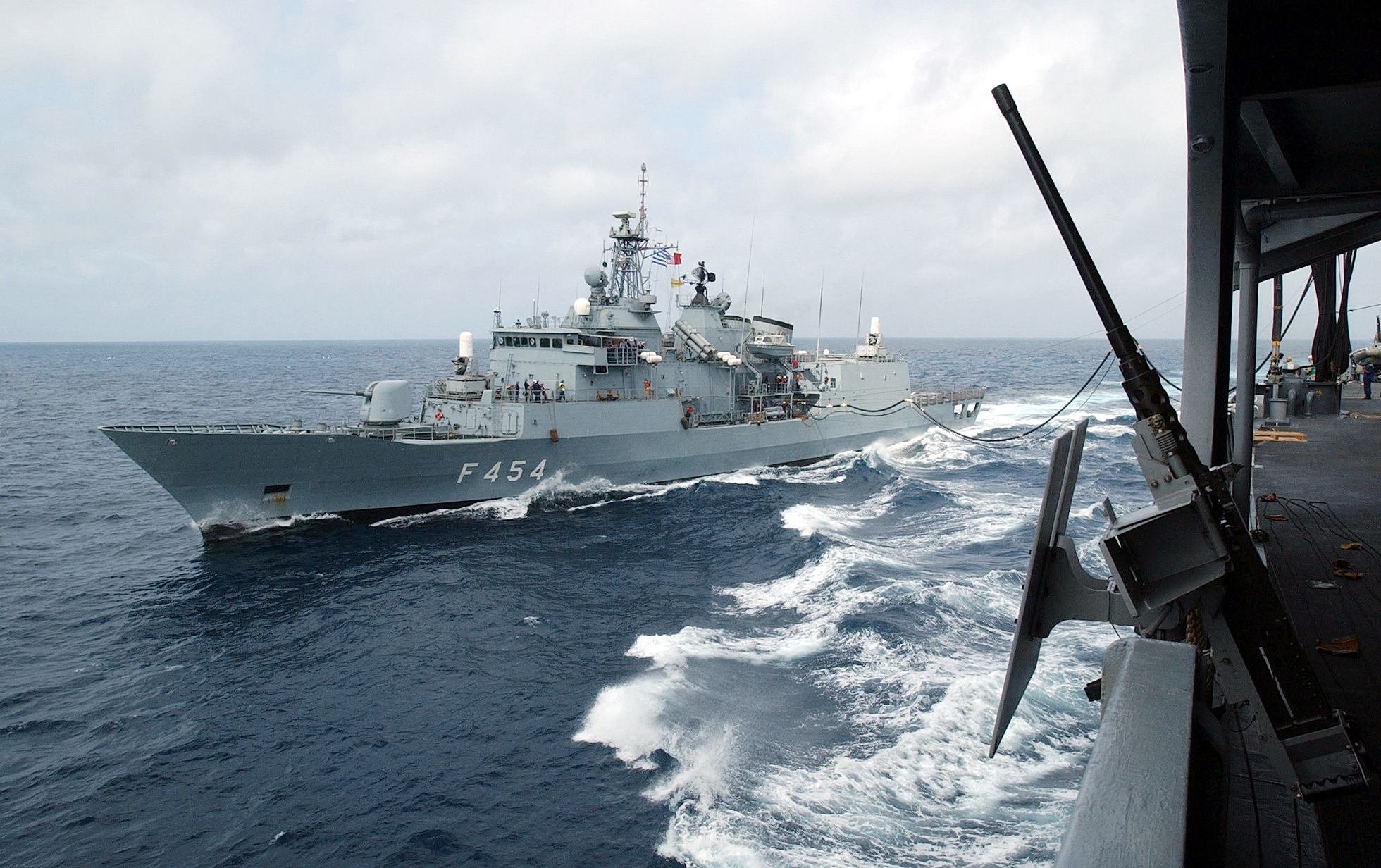
그리스 해군의 프리깃함 Psara

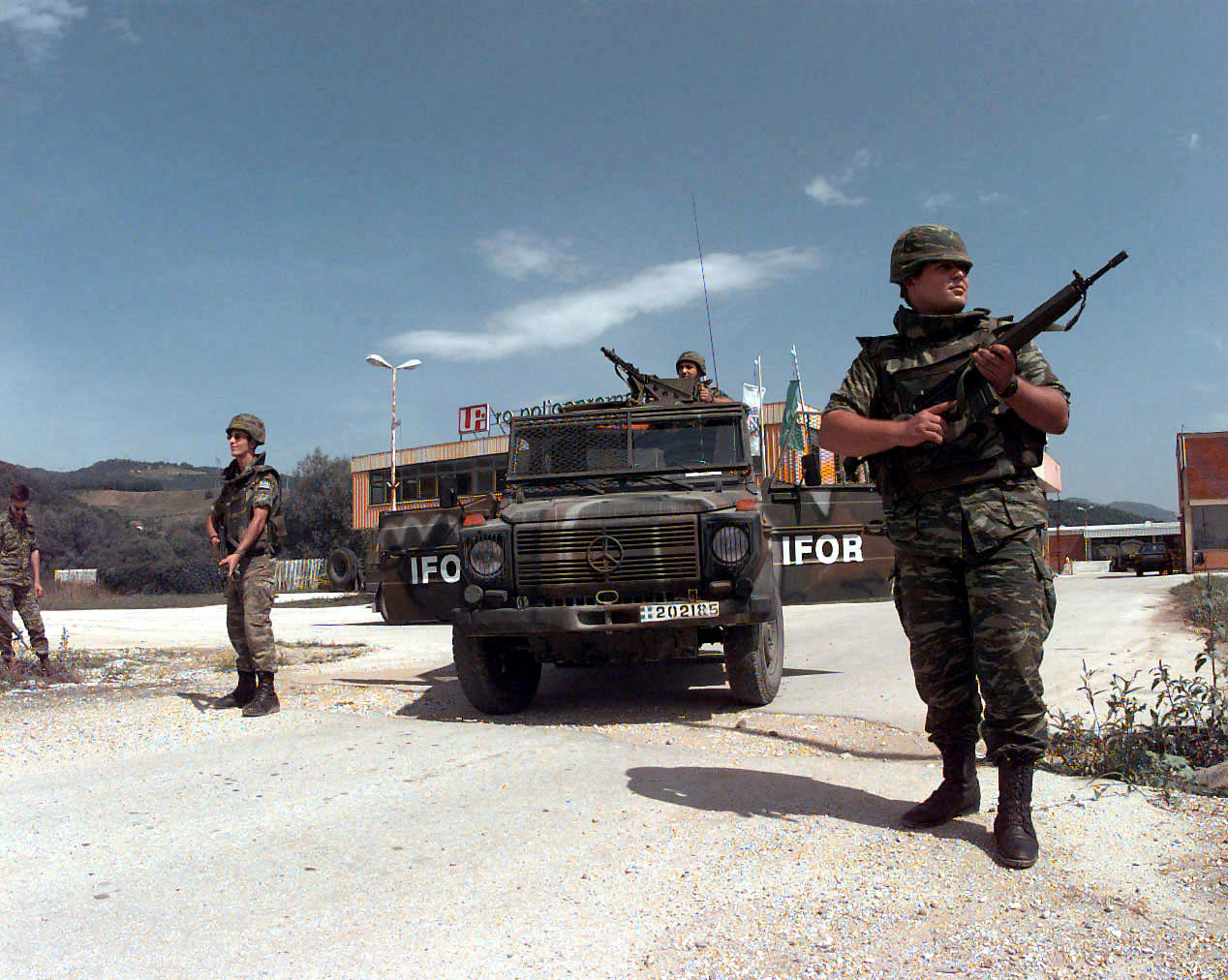
그리스 육군 보병

그리스는 북대서양 조약 기구(NATO, 1952), 경제협력개발기구(OECD, 1961), 유럽 연합(EU, 1981년), 서유럽 연합(WEU, 1995), 유럽경제통화동맹(2001), 유럽 우주국(ESA, 2005) 가입국이고, 흑해 경제 협력 기구의 창립 회원국이다.
그리스의 주요한 외교 문제로는 키프로스와 에게해를 두고 튀르키예와 갈등을 빚고 있다. 19세기까지 수백 년간 오스만 제국의 식민지였기 때문에 그리스는 튀르키예에 대해 적대적이다. 이러한 역사적인 영향으로 키프로스 공화국 내부에서 튀르키예계(북키프로스)와 그리스계가 대립하고 있다. 또한 북마케도니아의 국호 변경 전까지 마케도니아 국호 분쟁이 있었다.

### 군사
그리스는 발칸반도에서 제일 강력한 규모의 군대를 보유하고 있다. 2012년 기준으로 상비군의 수는 약 177,600명이며, 예비군의 수는 약 280,000명 정도이다. 그리스군은 구 냉전 시절부터 공산주의 국가에 둘러싸여 있었고 가상의 적국인 튀르키예가 옆에 자리잡고 있어 발칸반도에서 가장 강력한 군대를 보유하고 있다. 특히 포병 화력은 EU 국가 중 수준급으로 꼽힌다. 그리스 육군의 공식적인 명칭은 엘리니쿠스 스트라토스 (Ελληνικός Στρατός, Hellenic Army)이며, 병력은 3.5세대 전차를 353대, 2세대 전차를 520대, 1세대 전차를 390대 정도 보유하고 있으며 장갑차는 2,671대, 박격포는 4,065문, 수송 차량은 11,331대 정도를 보유한 강력한 군대를 유지하고 있다. 공군은 4세대 전투기를 200기, 3세대 전투기를 57기, 2세대 공격기를 51기, 조기경보관제기를 4기, 헬리콥터를 254기 정도 보유하고 있다. 그리스 해군은 발칸반도에서 가장 강력한 해군력을 보유하고 있다. 4,000톤급 호위함을 13척, 초계함과 고속정을 33척, 잠수함을 8척 정도 보유하고 있다.

## 인구
그리스 정부의 통계 부서는 그리스 국립 통계국(NSSG)이다. 국립 통계국에 따르면 2001년 그리스의 총 인구는 10,964,020명이었다. 여기서 남성은 5,427,682명, 여성은 5,536,338명이다. 1971년, 1981년, 2001년 통계를 살펴보면 그리스의 인구는 지난 수십여 년간 점차 늙어가고 있다. 그리스의 여성 1인당 합계출산율은 2004년 현재 (유럽 통계청 추정) 1.29명으로 유럽연합 내에서도 낮은 편이다. (1981년에는 1,000명당 14.5명이었으며, 2003년 출산율은 1,000명당 9.5명이었다.) 또 사망률도 1981년 1,000명당 8.9명에서 2003년 1,000명당 9.6로 약간 올랐다. 2005년 현재 1,000명당 출산율은 9.4명, 1,000명당 사망율은 9.2명으로, 간신히 자연증가 상태에 있다.
2001년 인구의 16.71%가 65세 이상이었으며, 68.12%는 15세에서 64세 사이였고, 15.18%는 14세 이하였다. 그리스 사회는 시간에 따라 급속하게 변하고 있다. 혼인율은 1981년부터 2002년까지 1,000명당 71명으로 계속 떨어지다가 2003년에 1,000명당 61명으로 약간 늘었다가 2004년에 다시 51명으로 떨어졌다. 이혼율은 계속 늘었는데, 1991년 결혼 1,000건당 191.2건이었다가 2004년에는 1,000건당 239.5건으로 집계되었다. 그리스 인구의 거의 2/3은 도시 지역에 산다. 2001년 그리스의 큰 도시로는 아테네, 피레아스, 파트라, 이라클리오, 라리사, 볼로스가 있다.
20세기에 수백명의 그리스인들이 미국, 영국, 오스트레일리아, 독일로 이민 가서 그리스 디아스포라 인구는 오늘날 거의 6백만 명에 달한다. 그러나 80년대부터 그리스 경제가 발전하자 오히려 외부에서 이민이 들어오게 되었다.

### 이민
그리스 이민 정책과 실행, 데이터 수집이 복잡하기 때문에 그리스의 이민자 인구를 완벽하게 수합하기 곤란하며 상당부분 추측이 개입할 수밖에 없다. 지중해 이민 연구소의 연구에 따르면 그리스 국립 통계국의 2001년 인구조사에서 그리스 시민권 없이 그리스에 거주하고 있는 인구가 762,191명으로 집계되었으며 전체 인구의 약 7%이다. 또 이들 중 48,560명은 유럽연합이나 유럽자유무역연합(EFTA) 국가에서 왔으며, 특별 자격으로 키프로스인 17,426명이 있다고 한다. 알바니아, 불가리아, 루마니아 이들 발칸 국가에서 온인구가 전체 외국인의 2/3을 차지한다. 구 소련(조지아, 러시아, 우크라이나, 몰도바 등) 출신 이주자도 총 외국인 중 10%를 차지한다.
非유럽연합 이주자가 가장 많이 사는 곳은 아테네 지역이다. 약 132,000명에 이르며 지역 인구의 17%를 차지한다. 테살로니키는 두 번째로 외국인이 많은 곳으로 지역 주민의 7%인 27,000여명이 산다. 그 다음으로는 대도시 근교나 농업 지대가 있다. 또 알바니아인은 전체 이민자의 56% 정도 되며, 불가리아인(5%), 조지아인(3%), 루마니아인(3%), 기타(튀르키예인, 아랍인 등)도 있다. 미국, 키프로스, 영국, 독일은 총 외국인 인구에서 각각 2% 정도이다. 나머지 690,000여 명은 非유럽연합 이민족이다.
이 연구에 따르면 그리스에 거주하는 외국 인구(기록과 추정을 합해)는 그리스 혈통의 이민자까지 포함해서 사실상 8.5% 혹은 10.3%로 집계되며, 대략 1,150,000여 명에 달한다.

### 언어
오늘날 그리스는 언어상 비교적 동질적인 사회이다. 토착 인구 대다수가 그리스 문자를 쓰는 그리스어를 구사한다. 트라키아에는 튀르키예어, 불가리아어(포막), 루마니아어를 쓰는 소수의 무슬림들이 있는데 이들은 전체 인구의 0.95%에 불과하다. 일부 지역에서는 집시어도 쓰인다.
그리스 여러 지역에서 더욱 소수인 언어도 분포한다. 20세기에 그리스어 사용인구와 동화되면서 이들은 급격히 줄어들고 있다. 수도 아테네 근교 시골 지역에 주로 사는 알바니아어를 쓰는 집단 아르바니테스 그리고 알바니아어와 밀접히 연관된 언어를 쓰며 중부 그리스의 산지 곳곳에 살고 있는 블라크(Vlach)라고도 하는 아로마니아인과 모글레니테스인들이 바로 그들이다.
이런 집단은 인종적으로 그리스인과 동일시되며 오늘날 모두 모국어와 더불어 그리스어를 함께 구사한다. 이제 많은 지역에서 이들의 전통 언어는 늙은 세대가 겨우 유지하고 있으며 사멸 위기에 처해있다.
그리스 북쪽 접경에는 슬라브어를 쓰는 집단이 있는데, 인종적으로는 대개 그리스인에 속한다. 이들의 방언은 언어학적으로 (지역에 따라 슬라보마케도니아어 혹은 슬라브어라고 하는) 마케도니아어 혹은 불가리아어(트라키아의 불가리아어계 무슬림이 쓰는 포막과는 다르다)로 분류될 수 있다.
그리스의 유대인 집단은 에스파냐계 유대어인 라디노어를 쓰며, 오늘날 겨우 수천 명만 남아있다.
그리스어 사용 인구 중에는 폰토스 그리스어를 쓰는 집단도 있는데, 이들은 오스만 제국의 박해를 받고 소아시아에서 이주한 사람들로 꽤 큰 집단을 이룬다.
독일어, 영어, 프랑스어는 관광지와 호텔에서 통용된다. 그리스는 2004년에 프랑스어 사용국 기구(프랑코포니)의 준회원국이 되었고, 2006년에는 정회원국이 되었다.

## 종교

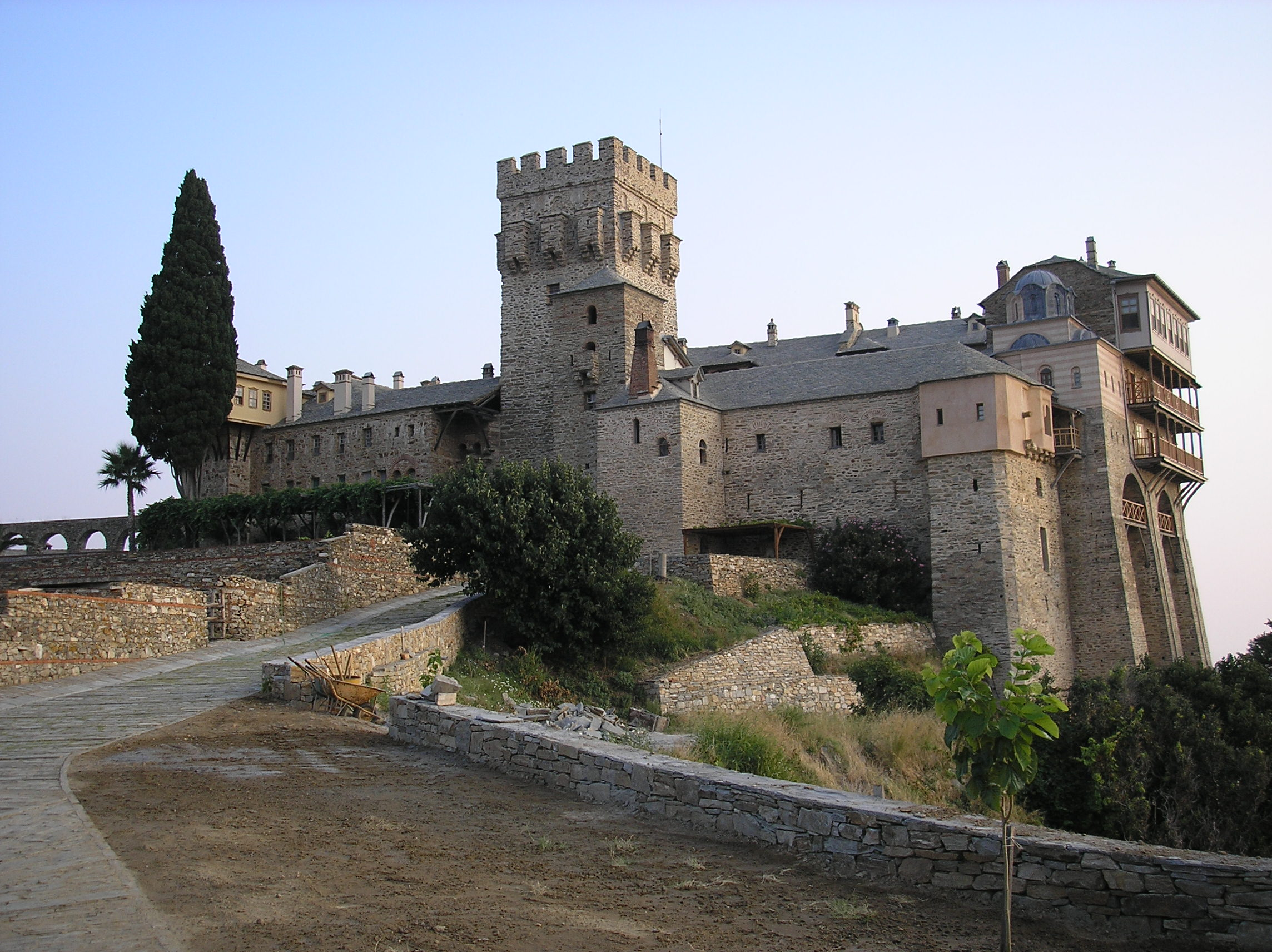
그리스 북부 아토스 반도의 그리스 정교 수도원인 스타브로니키타 수도원.

### 기독교
그리스 헌법에서 모든 종교의 자유를 보장하지만, 그리스 정교회에 대해 이 나라의 "우세한" 종교로 인정하고 있다. 그리스에서 동방 정교회는 오스만 투르크의 점령 시절 그리스인들의 의지의 대상이었기 때문에, 지금도 기독교는 사회에 큰 영향을 주고 있다. 그리스 정부는 종교에 대해 통계를 작성하지 않고 있다. 그리스 국무부에 따르면 97%의 그리스 시민이 자신을 그리스 정교회 신자라고 여겼다고 한다. 그러나 유럽 위원회의 통계 부서인 유럽 통계국(Eurostat)에 따르면 2005년 유로바로미터 설문조사에서 신의 존재를 믿는다고 답한 그리스 시민은 81%였는데, 몰타, 키프로스와 함께 유럽연합 국가 중 세 번째로 높은 수치였다. 로마 가톨릭교회에 소속된 그리스인은 50,000여명이며, 이민자 출신의 로마 가톨릭교회 신자는 200,000여명이다. 성공회와 개신교 신자도 소수 있다.

### 이슬람
주로 트라키아에 거주하는 소수 이슬람교 공동체의 경우 대략 98,000명에서 140,000명 정도로 나왔는데, 이민자 출신 무슬림의 수는 200,000에서 300,000여명 정도였다. 알바니아 이민자는 대부분 세속적인 입장이긴 하지만 보통 무슬림 신앙과 연관된다.

### 유대교
그리스에서 유대교는 신약성서인 사도행전의 성 바울의 선교이야기 내용에서 알 수 있듯이, 2,000년 넘게 존재했다. 스파라드 유대인들은 테살로니키(데살로니가, 데살로니카)에 상당한 집단을 이루고 있었으나, 최근에는 2차 세계대전 홀로코스트에서 살아남은 유대계 그리스인 집단은 대략 5,500명 정도로 집계된다.

## 경제

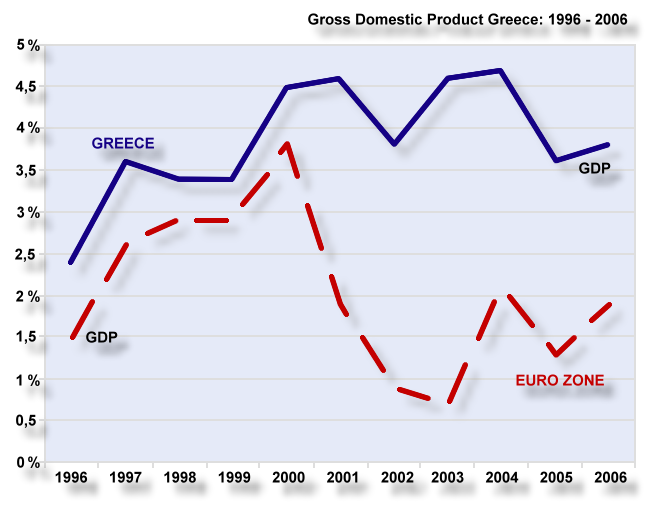
유로존과 비교한 그리스의 GDP 성장률(1996 - 2006).

제2차 세계 대전 이후 그리스는 그리스 경제 기적을 이룬다. 1950년에서 1973년 사이 GDP는 평균 7%로 성장했다. 그리스는 유럽 연합의 기금을 지원 받는 동안 수많은 구조/재무 개혁을 시행했다. 2001년 그리스는 유로존에 가입했다. 그리스의 GDP 연간 성장률은 유럽 연합내 대부분의 국가 수준을 상회한다. 오늘날 서비스업은 그리스 경제에서 가장 빠르게 성장하는 중요 산업이며 다음으로 기타 산업과 농업이 있다. 관광업은 외화 수입의 주요 원천이며, 그리스 총 GDP의 15%를 차지하는데다 총 노동 인구의 16.5%가 직간접적으로 여기에 종사한다.
그리스는 발칸반도 국가 중 선도적인 투자국으로, 2006년 국립 그리스 은행은 튀르키예 피난스뱅크의 46%, 세르비아 Vojvođanska 은행의 99.44%의 지분을 가지고 있었다. 제조업은 GDP의 13%이며, 이 중 음식 산업이 주도적이다. 공공 부문은 GDP의 40%인데, 정부에서는 이 비중을 더 줄이고 있다. 첨단 기술 장비 생산(특히 텔레커뮤니케이션)도 빠르게 성장하는 부문이다. 다른 주요 산업으로는 섬유, 건축 자재, 기계, 운송 장비, 전자 제품 등이 있다. 건설업은 GDP의 10%로 2004년 아테네 올림픽으로 건설붐이 일어났으며, 이 나라 경제의 기둥 역할을 하고 있다. GDP 7%의 농업 부문도 중요하다. 그리스의 노동 인구는 총 490만 명으로, OECD 국가 중 대한민국 다음으로 많다. 그로닝엔 성장 개발 센터는 1995~2005년새 그리스는 유럽 국가 중 시간 대비 노동 비율이 가장 높은 나라라고 밝힌 바 있다.
그리스 노동자는 연간 평균 1,900 시간을 일한다. 그 다음은 에스파냐가 있다. (연간 평균 1,800 시간) 2007년 노동시간당 GDP는 20$로 에스파냐와 비슷하며, 미국의 시간당 평균 임금의 절반을 약간 넘는 수치이다. 이민자들은 노동력의 거의 1/5을 차지하며 농업과 건설업에 주로 종사한다.
그리스의 구매력평가 기준 1인당 GDP는 세계 28위이다. 1인당 gdp는 아직 낮은 17.890달러이다 2006년 그리스는 인간개발지수 18위를 차지했으며, 2005년 이코노미스트지의 세계 삶의 질 지수에서 22위를 차지했다. 이코노미스트지 조사에 따르면 아테네의 생활비는 뉴욕의 비용에 90%에 근접하며, 시골 지역은 이보다 더 낮았다. 하지만 낮은 1인당 gdp로 높은 물가에 허덕인다.

### 해운 산업
해운업은 예로부터 그리스 경제에서 중요한 역할을 담당했다. 오늘날 해운업은 이 나라의 가장 중요한 산업이다. GDP의 4.5%를 이루며, 160,000여명을 고용하고 있고(전체 노동력의 4%), 이 나라 무역 적자액의 1/3에 해당한다.
1960년대 그리스 선박의 규모는 거의 두 배로 늘었는데, 주로 해운 재벌 오나시스와 니아르코스의 투자 때문이었다. 현대 그리스 해운 산업의 기반은 제2차 세계 대전 이후에 형성되었는데, 이때 그리스 해운업자들은 1940년대 미국의 선박 판매법에 따라 미국 정부가 이들에게 판매한 잉여 선박들을 끌어모을 수 있었다. 미국 교통부 교통통계국(BTS)에 따르면, 그리스 소유의 해운 선박은 오늘날 세계에서 가장 규모가 큰데, 세계 선박 용량(총 141,931,000 dwt)의 18%인 3,079척의 선박을 보유하고 있다. 선박 종류로 보면, 그리스는 유조선이나 드라이 벌크선에서 1위이고, 컨테이너선은 4위, 다른 배 종류도 4위이다. 그러나 오늘날 선박 수는 1970년대 말 최대 5,000척에서 줄어든 것이다.

### 과학 기술
그리스에서 광대역 인터넷은 널리 보급되어 있으며, 일반 인구의 약 13.4%가 광대역으로 인터넷(주로 ADSL2)에 연결되어 있다. 인터넷 접속, 사무, 멀티플레이 게임이 가능한 인터넷 카페도 그리스에서 흔하게 찾아 볼 수 있다. 휴대전화 네트워크상의 모바일 인터넷이나 와이파이 핫스팟도 있으나 널리 쓰이지는 않는다.
그리스의 전략적 위치, 우수한 노동력, 정치적/경제적 안정 덕분에 에릭슨, 지멘스, SAP, 모토롤라, 코카콜라 등 여러 다국적 회사가 지역 연구개발(R&D) 본부를 그리스에 두고 있다.
그리스 개발부의 연구기술일반과에서는 국가 연구 기술 정책을 설계, 시행, 감독하는 일을 담당하고 있다.
2003년 연구 개발에 45,637만 유로의 공적 자금을 투입했다.(이는 2002년보다 12.6% 증가한 것이다) 공공과 민간 부문 모두 아울러 GDP 대비 총 연구개발 지출은 1989년에 0.38%에서 2001년에는 0.65%로 지난 십 여년간 눈에 띄게 늘었다. 그리스의 연구개발 지출은 아직 유럽 연합 평균치인 1.93%에 비하면 낮은 수준이지만, OECD와 유로스탓 자료에 따르면 1990년에서 1998년 사이 그리스의 총 연구개발 지출은 핀란드와 아일랜드 다음으로 유럽에서 3위의 증가세를 보이고 있다.
인큐베이터 시설을 갖춘 그리스의 기술 단지로는 크리티 과학기술 단지(이라클리오), 테살로니키 기술 단지, 라브리오 기술 단지, 파트라 과학 단지 등이 있다. 그리스는 2005년부터 유럽우주국(ESA)의 회원국이다. 그리스 국가 우주 위원회는 1990년대 초부터 유럽우주국과 협력을 시작했다. 1994년 그리스와 유럽우주국은 첫 제휴 협약을 맺었다. 2003년 공식적으로 정식 회원에 신청하여, 그리스는 2005년 3월 16일 유럽 우주국의 16번째 회원국이 되었다. 유럽우주국 회원국으로서 그리스는 우주국의 통신, 기술 활동, 세계 환경 및 안보 모니터링에 참여하고 있다.

## 교육
그리스에서 초등학교(Δημοτικό Σχολείο, Dimotikó Scholeio)와 김나지움(Γυμνάσιο)은 의무 교육이다. 탁아소(Παιδικός σταθμός, Paidikós Stathmós)는 의무는 아니지만 많이 이용한다. 유치원은 현재 4세 이상 유아에게 의무가 되었다. 아이들은 6살 때 초등학교에 입학하며 6년간 다닌다. 김나지움은 12살에 들어가며 여기서 3년간 공부한다. 그리스의 의무 중등 교육 이후에는 두 가지 학교 유형으로 진로를 정할 수 있다. 상급 중학교(Ενιαίο Λύκειο, Eniaia Lykeia)와 기술 직업교육 학교(Τεχνικά και Επαγγελματικά Εκπαιδευτήρια, "TEE")이다. 여기에는 직업 교육 기관(Ινστιτούτα Επαγγελματικής Κατάρτισης, "IEK")도 있는데, 하급 중학교(Gymnasio)와 상급 중학교(Lykeio)를 졸업한 학생들이 여기에 오면 정해진 특정한 교육 단계로 구분되지 않는 교육 방식으로 가르친다.
공공 고등 교육으로는 "최고 교육 기관"(Ανώτατα Εκπαιδευτικά Ιδρύματα, Anótata Ekpaideytiká Idrýmata, "ΑΕΙ")과 "최고 기술 교육 기관"(Ανώτατα Τεχνολογικά Εκπαιδευτικά Ιδρύματα, Anótata Technologiká Ekpaideytiká Idrýmata, "ATEI") 이 두 가지 대학교 유형이 있다. 학생들은 상급 중학교(lykeio) 3학년 과정을 수료하고 국가 시험을 쳐서 대학에 입학한다. 22세 이상의 학생들은 추첨 형식으로 그리스 개방 대학교에 입학한다. 아테네 대학교는 동지중해에서 가장 오래된 대학이다.
그리스의 교육 제도는 학습 장애나 다른 문제가 있는 학생들을 위한 특별 유치원, 초중등 학교도 둔다. 음악, 신학, 체육 분야의 전문 김나지움이나 고등학교도 있다.

## 관광

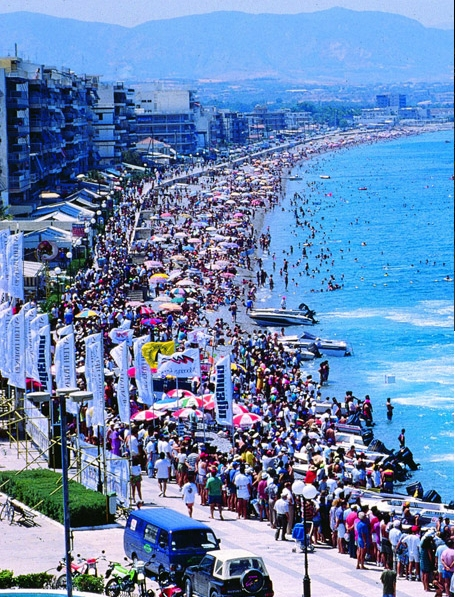
루트라키 해변의 관광객들

관광업은 그리스의 소득에서 상당한 비중을 차지한다. 2004년 그리스는 1,650만 여명의 관광객을 맞아들였다. 2005년 중국의 조사에 따르면 그리스는 중국인이 선호하는 관광지로 뽑혔으며, 수도 아테네에만 6,088,287명이 방문했다. 2006년 11월 중국과 비슷하게 오스트리아도 그리스를 선호 관광지로 발표했다. 2007년 그리스는 1,900만 명 이상의 관광객이 찾아와 세계 관광지 중 상위 10위에 들었다. 로도스섬은 유럽 관광객들이 가장 좋아하는 관광지로 선정되었다. 다른 유명한 명승지로는 아테네, 북부 할키디키반도, 이오니아 제도의 케르키라, 미코노스, 산토리니, 파로스, 크레타 등이 있다.

## 스포츠
그리스는 올림픽의 발상지로서 오랜 스포츠의 전통을 지닌 나라이다. 이 때문에 올림픽 개막식의 선수단 입장 과정에서는 그리스 선수단이 가장 먼저 입장하며 올림픽 폐막식에서는 그리스의 국기 게양과 함께 그리스의 국가가 연주된다.
그리스의 수도인 아테네는 1896년 하계 올림픽과 2004년 하계 올림픽이 열린 곳이다. 올림피아 유적은 고대 올림픽 개최 장소로 널리 알려져 있으며 올림픽 성화 채화 장소이기도 하다.

#### 축구
그리스 축구 국가대표팀은 2007년 5월 FIFA 랭킹 20위를 기록하였으며, 축구 역사상 UEFA 유로 2004에서 놀라운 우승을 거두었다. 수페르 리가 엘라다는 16개 구단으로 이루어진 그리스 최고의 프로 축구 리그이다. 이 가운데 강력한 구단으로는 올림피아코스 FC, 파나티나이코스 FC, AEK 아테네 FC, PAOK FC, 아리스 테살로니키 FC가 있다. 그리스 축구 국가대표팀은 10년간 축구에서 우위를 지켜왔다. 2008년 8월 기준으로 세계 4위에 랭크되었다.

## 같이 보기
- 2010년 유럽 국가부채위기
- 고대 그리스
- 그리스 신화
- 그리스 요리
- 레스보스섬